# Chondracanthus irregularis
Chondracanthus irregularis – gatunek widłonoga z rodziny Chondracanthidae. Nazwa naukowa tego gatunku skorupiaków została opublikowana w 1920 roku przez kanadyjskiego zoologa Charlesa McLeana Frasera (1872–1946).